# 1205
1205 (MCCV) fue un año común comenzado en sábado del calendario juliano.

## Acontecimientos
- 6 de enero: Coronación del rey alemán Felipe de Suabia como Rey de romanos en Aquisgrán.
- 29 de marzo: Coronación de Andrés II de Hungría.
- 14 de abril: Batalla de Adrianópolis; donde es capturado el emperador del Imperio Latino de Constantinopla, Balduino I.
- Junio: la Francia Occidental —gobernada por Felipe el Augusto— es por primera vez referida con el nombre de Francia.[1]
- Teodoro I Láscaris es coronado como Emperador de Nicea, uno de los Estados sucesores del Imperio romano de Oriente fragmentado durante la Conquista cruzada de Constantinopla.

## Nacimientos
- 26 de enero: Lizong, emperador chino.
- Beatriz de Suabia, hija de Felipe de Suabia. Reina consorte de Castilla por su matrimonio con Fernando III de Castilla. Madre de Alfonso X de Castilla.
- Razia Sultan, sultán de Delhi y única gobernante femenina de la historia de la India musulmana.

## Fallecimientos
- 7 de mayo: Ladislao III de Hungría
- 5 de abril: Isabel de Jerusalén
- Balduino I de Constantinopla